# As Pinturas do Meu Irmão Júlio
As Pinturas do meu irmão Júlio é um documentário de curta-metragem de Manoel de Oliveira, lançado em 1965.
Neste filme, José Régio apresenta os quadros do seu irmão Júlio (Saúl Dias). Os poemas de José Régio aparecem associados à música de Carlos Paredes.